# Dragomirești (Neamț)
Dragomirești is een Roemeense gemeente in het district Neamț.
Dragomirești telt 2468 inwoners.